# Лукашівка (Зорівська сільська громада)

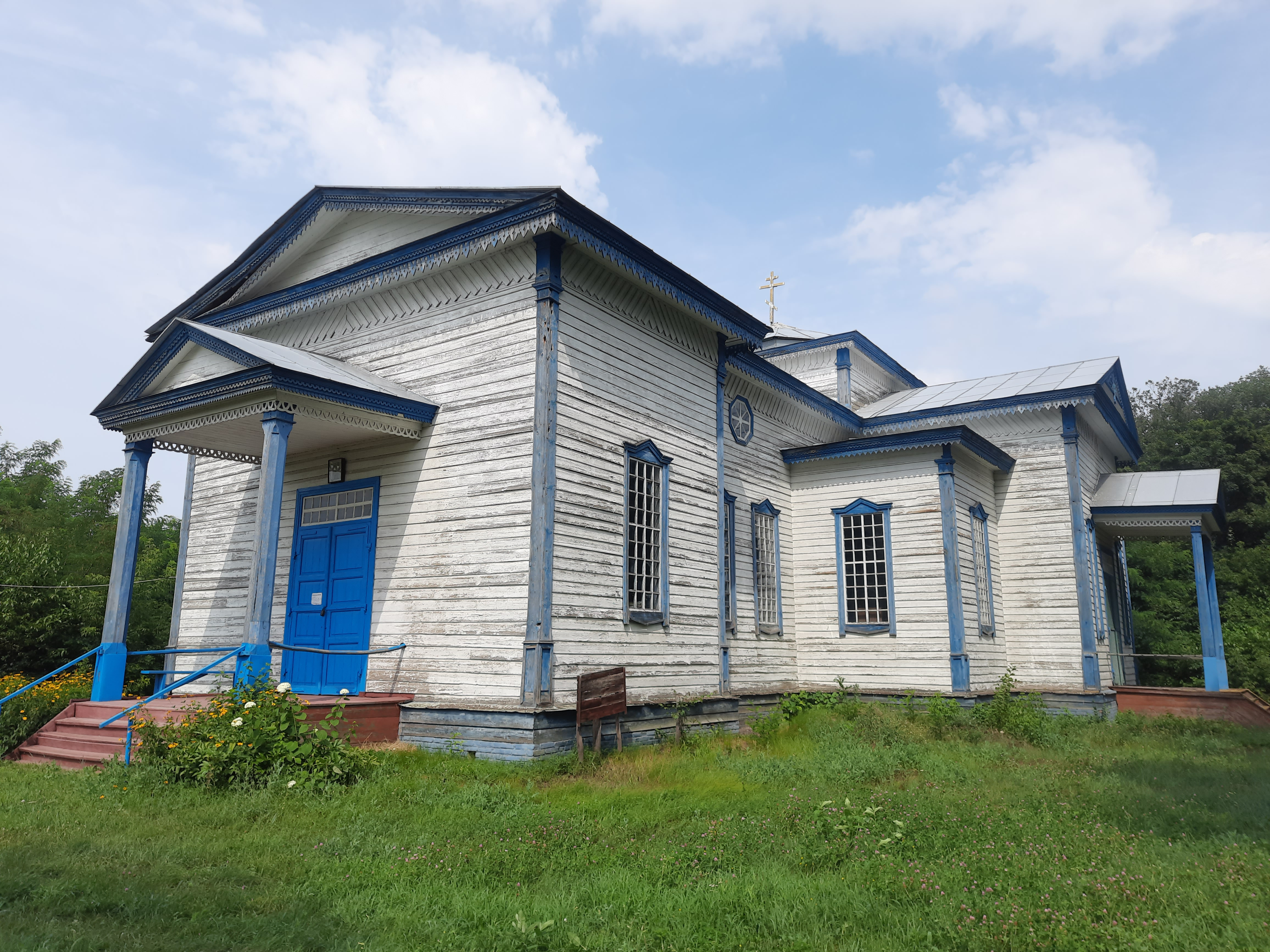
Михайлівська церква

Лукаші́вка — село в Україні, у Золотоніському районі Черкаської області. Входить до складу Зорівської сільської громади. Населення — 398 чоловік (на 2001 рік).

## Розташування
Село розташоване на річці Кропивна за 20 км на північний схід від райцентру — міста Золотоноша та за 5 км від залізничним зупинним пунктом Привітне, а за 11 км — від станції Пальміра, де курсують приміські поїзди сполученням Гребінка — Шевченко (через Черкаси).

## Історія
Село засновано в другій чверті XVIII століття полковим осавулом Лукою (Лукашем) Вагилевичем. Імовірно, звідси й назва — Лукашівка.
Перша писемна згадка датується 1732 роком як «Слобідка Лукашівка» — в Універсалі Данила Апостола. В «Описі Київського намісництва — 70-80 рр.» — 331 мешканець.
Село є на мапі 1816 року.
У 1885 році в селі проживало 821 чоловік, було 163 садиби. У 1879 році відкрито земську школу.
У роки радянсько-німецької війни 198 мешканців села воювали на фронтах, 89 із них загинули, а 64 нагороджені бойовими орденами й медалями. На честь загиблих встановлено обеліск Слави.
Після 1945 року приєднано Тлеущина (Травущино)
У 1950 році колгоспи ім. Молотова (с. Лукашівка) та «Перемога» (с. Хрущівка) об'єдналися в одне колективне господарство «Перемога». Колгосп мав в користуванні 2,9 тисяч га сільськогосподарських угідь, у тому числі 2,8 тисяч га орної землі, спеціалізувався на виробництві зерна і молока.
Станом на 1972 рік в селі мешкало 724 чоловіка, працювали початкова школа, бібліотека з фондом 5,1 тисяч книг, клуб на 100 місць, фельдшерсько-акушерський пункт, дитячі ясла й садок, відділення зв'язку, три крамниці, ветеринарна дільниця.
На території села збереглася оригінальна пам'ятка дерев'яної архітектури — Михайлівська церква.

## Населення

### Мова
Розподіл населення за рідною мовою за даними перепису 2001 року:
| Мова       | Кількість | Відсоток |
| ---------- | --------- | -------- |
| українська | 384       | 96.48%   |
| російська  | 12        | 3.02%    |
| білоруська | 1         | 0.25%    |
| румунська  | 1         | 0.25%    |
| Усього     | 398       | 100%     |

## Відомі люди
В селі народився Сукач Микола Архипович — Герой Радянського Союзу. Його ім'ям названо одну з вулиць села.